# Saint-Nizier-de-Fornas
Saint-Nizier-de-Fornas is een gemeente in het Franse departement Loire (regio Auvergne-Rhône-Alpes) en telt 614 inwoners (2004). De plaats maakt deel uit van het arrondissement Montbrison.

## Geografie
De oppervlakte van Saint-Nizier-de-Fornas bedraagt 16,1 km², de bevolkingsdichtheid is 38,1 inwoners per km².
De onderstaande kaart toont de ligging van Saint-Nizier-de-Fornas met de belangrijkste infrastructuur en aangrenzende gemeenten.

## Demografie
Onderstaande figuur toont het verloop van het inwonertal (bron: INSEE-tellingen).